# Aphthona alanyensis
Aphthona alanyensis là một loài bọ cánh cứng trong họ Chrysomelidae. Loài này được Fritzlar miêu tả khoa học năm 2004.